# هنگلو
هنگلو شهری در شرق کشور هلند است.